# Pártanácsadás
A pártanácsadás az a terápiás folyamat, mely során a terapeuta (pártanácsadó) segít a hozzá fordulóknak elakadt kapcsolati problémáik megoldásában.

## Leírása
A terápia több módszer egységéből adódóan egy rendszerben vizsgálja a hozzá érkezőket és segít számukra a harmonikus kapcsolat megtalálásában, megőrzésében.
A pártanácsadás célja, hogy a kapcsolatban élők értékeit, normáit, vágyait, céljait egy közös nevezőre hozza, hogy olyan megküzdési stratégiákat mutasson a pároknak, melyeket a napi életvitelükbe beépíthetnek. A konfliktuskezelés mellett segít megkeresni a kapcsolati erőforrásokat.
A pártanácsadás a siker érdekében a terápiára érkezőktől nagy fokú aktivitást és elköteleződést igényel, sok otthoni feladattal és személyre szabott terápiás menettel.
A pártanácsadás hossza a terápiára érkezők aktivitásának függvényében változhat, de rendszerint 8-12 ülést foglal magában meghatározott keretek mentén. Általánosságban véve a változáshoz minimum 4 ülés szükséges, és egy-egy terápiás folyamat ritkán tart tovább, mint 20 ülés. A párterápiás ülések kéthetente aktuálisak.

## Pártanácsadás támakörei

### Szexualitás
A szexualitás az emberi párkapcsolatok szerves része. Fiziológiailag az ember bizonyos belső biológiai, hormonális feltételek fennállása estén mindenkor képes párosodni, több állattól eltérően, ahol egyéves ciklus szerint zajlik a szaporodás. Sokan ezt úgy vélik, hogy az emberi szexualitás nem ösztönjellegű, hanem tanult viselkedés - az általa okozott örömöt, a kielégülést célozza. Lélektani értelemben a szexuális örömöt a belső késztetés valamely az egyéni, jellemző szintre való beállása okozza. Az erős feszültség csökkenését vagy a túl gyenge feszültség növekedését örömként éljük át. A szexuálterápia egy dinamikus, kognitív viselkedésterápia, mely a jelenre összpontosítva gyors segítséget hozhat a szexuális jellegű problémák megoldásában.

### Féltékenység
A párkapcsolatában akkor féltékeny valaki, ha attól fél, hogy a párja hűtlen, megcsalja valakivel. A normális féltékenység "arányos", van valós oka, ami kiváltja azt; a kapcsolatot valóban veszély fenyegeti. A féltékenységi skálán az emberek többsége középütt van, míg az abnormális, "aránytalan" kategóriájába sorolhatók azok az egyének (elenyésző a számuk), akik a skála legalacsonyabb, illetve legmagasabb pontján állnak, így pl. akkor sem érzékelik a veszély, amikor az valóban fennáll (reagálásuk abnormálisan gyenge), ill. akkor is veszélyt észlelnek, amikor nem létezik sem valódi, sem esetleges fenyegetés (reagálásuk abnormálisan erős).

### Érzelemkifejezés
Az érzelmek megmutatása lényeges a szeretetteli kapcsolatok megéléséhez.  Az érzelemkifejezés során a lélek működése megnyilvánul, az ember reagál a kellemes vagy kellemetlen, örömteli vagy fájdalmas jellegű érzelmekre, melyek pozitív vagy negatív magatartást, megnyilvánulást válthatnak ki.

### Családterápia
A családterápia a családi kapcsolatokat, mint a lelki egészség egyik fontos elemét hangsúlyozza. A különböző családterápiás iskolák között a hasonlóság az a hit, hogy függetlenül a probléma eredetétől és hogy a kliensek ezt egyéni vagy családi gondnak ítélik meg, a család bevonása a probléma megoldásába gyakran előnyös. A korai években a klinikusok a család fogalmát egy nagyon tradicionális módon definiálták, ami általában szülőkből és gyerekekből állt. Ahogy ez a terület továbbfejlődött, a család fogalmát egyre inkább úgy definiálták, mint egy erősebb, támogató közeg, hosszú távú szerepekkel és kapcsolatokkal olyan emberek között, akiket vagy összeköt a vér, vagy nem. A család bevonása rendszerint a terápiás ülésen való részvétellel történik.

### Személyes fejlesztés
A személyes fejlesztés olyan tevékenységeket foglal magában, amelyek javítják a tudatosságot és az én-azonosságot, fejlesztik az képességeket és a lehetőségeket, építik az emberi tőkét, és ezeken keresztül megkönnyítik a foglalkoztathatóságot, növelik az életminőséget, és segítik az embereket abban, hogy megvalósítsák álmaikat és céljaikat. A fogalom nem korlátozódik arra, amikor valaki saját magát fejleszti, hanem azt is magában foglalja, amikor tanárok, vezetők, tanácsadók, menedzserek, coachok vagy mentorok fejlesztenek másokat.

## Pártanácsadó
A pártanácsadó az a megfelelő, egyetemi szintű szakmai tudással rendelkező, segítő személy, aki a hozzá forduló pároknak segít visszatalálni a harmonikus kapcsolathoz. 
A pártanácsadó nem az egyénre koncentrál a terápia alatt, hanem a pár kapcsolatára, viszonyrendszerére. 

### Milyen esetekben segíthet a pártanácsadó
- Az életciklus váltások zökkenőmentesítésében
- A kapcsolatok kisebb-nagyobb kríziseinek feloldásában
- A párkapcsolatok mélyítésében
- A párok újbóli egymásra találásában
- A veszteségek feldolgozásában
- Konfliktusok kezelésében

A pártanácsadók által vezetett terápiák hossza a terápiára érkezők aktivitásának függvényében változhat, de rendszerint 8-12 ülést foglal magában meghatározott keretek mentén.